# Impending Doom (US-amerikanische Band)
Impending Doom („bevorstehende Verdammnis“) ist eine US-amerikanische Metal-Band aus Riverside, Kalifornien. Ihr Stil wechselte von Goregrind über Death Metal zu Deathcore.

## Bandgeschichte
Impending Doom wurde 2005 von Sänger Brook Reeves, den beiden Gitarristen Manny Contreras und Chris Forno, einem Bassisten namens Jon und dem Schlagzeuger Isaac Bueno gegründet. Nachdem sie noch im selben Jahr die EP The Sin And Doom Of Godless Men veröffentlichten, stieß Greg Pewthers als dritter Gitarrist zur Band. Später wurde Bassist Jon durch David Sittig ersetzt und für Isaac Bueno (Schlagzeug) kam Andy Hegg hinzu.
In dieser Besetzung nahmen Impending Doom schließlich ihr Debütalbum Nailed. Dead. Risen. auf. Es wurde im September 2007 via Facedown Records veröffentlicht und erreichte Platz 46 der wöchentlichen Billboard Top Heatseekers Charts. Im Herbst 2007 gingen Impending Doom u. a. mit Winds of Plague auf Support-Tour für ihr Debütalbum. Chris Forno verließ Impending Doom 2007; seitdem spielen in der Band nur zwei Gitarristen.
Für das zweite Studioalbum The Serpent Servant arbeiteten Impending Doom mit As-I-Lay-Dying-Sänger Tim Lambesis zusammen. Es wurde am 31. März 2009 via Facedown Records veröffentlicht; es erreichte Platz 144 der Billboard Top 200 und Platz 3 der wöchentlichen Billboard Top Heatseekers Charts. In der ersten Woche wurden 4300 Kopien verkauft.
Bereits wenige Wochen nach der Veröffentlichung des zweiten Studioalbums gaben Impending Doom bekannt, dass sie bereits an dessen Nachfolger arbeiten. There Will Be Violence wurde schließlich am 20. Juli 2010 veröffentlicht.

## Musikstil
Impending Doom spielen Deathcore mit Grindcore-Einflüssen.
Brook Reeves’ Gesang ist ausschließlich guttural; häufig kommen Blastbeats des Schlagzeugs vor.

## Christlicher Glauben

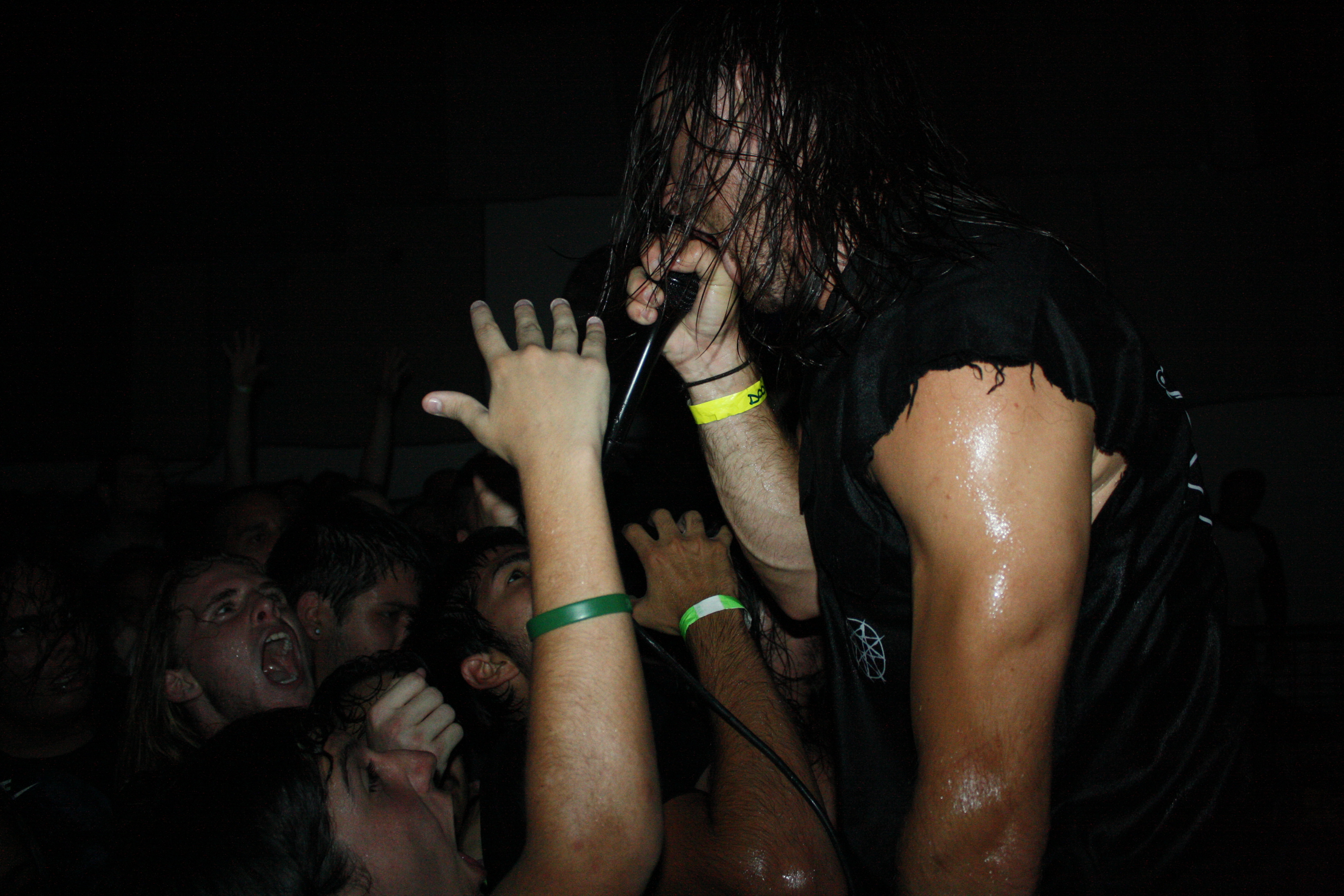
Sänger Brook Reeves während eines Konzertes im Juni 2009

Impending Doom sind Anhänger des christlichen Glaubens. Der Albumtitel des ersten Albums Nailed. Dead. Risen (zu Deutsch: Genagelt. Tot. Auferstanden.) handelt von der Kreuzigung Jesu und den umliegenden Ereignissen seines Todes.
Der Titel des Liedes More Than Conquerors vom Album (The Serpant Servant) ist eine Bezugnahme auf den Bibelvers „No, in all these things we are more than conquerors through him who loved us.“ (deutsche Übersetzung: Aber in dem allem überwinden wir weit um deswillen, der uns geliebt hat.)

## Diskografie

### Alben
- 2007: Nailed. Dead. Risen (Facedown Records)
- 2009: The Serpent Servant (Facedown Records)
- 2010: There Will Be Violence (Facedown Records)
- 2012: Baptized in Filth (Facedown Records)
- 2013: Death Will Reign
- 2018: The Sin and Doom, Vol. II

### EPs
- 2005: The Sin and Doom of Godless Men (eigenständige Veröffentlichung)
- 2021: Hellbent
- 2023: Last Days

### Musikvideos
- 2007: Silence the Opressors
- 2007: My Nemesis
- 2009: More Than Conquerors
- 2010: There Will Be Violence
- 2012: Murderer
- 2013: Doomsday
- 2021: Satanic Panic